# Ибар
И́бар (серб. Ибар) — река в Черногории и Сербии, правый приток Западной Моравы.
Длина — 276 км, площадь бассейна — 8059 км². По другим данным, длина — 272 км, площадь бассейна — 7925 км².
Истоки реки находятся на склоне горы Хайла на востоке Черногории в регионе Санджак, далее течёт в восточном направлении по Косову и Метохии. В Косовской Митровице, сливаясь со своим крупнейшим притоком Ситницей, река резко поворачивает на север, после чего впадает в Западную Мораву возле города Кралево.
Кроме Ситницы, крупные притоки — Рашка, Студеница, Йошаница, Рибница.
В 20 км от Кралева на холме на берегу Ибара находится средневековая крепость Маглич. В Косовской Митровице река разделяет город на албанскую и сербскую части.

### Комментарии
1. ↑  Часть течения реки находится на территории, контролируемой частично признанной Республикой Косово.